# كونسيرفاتوريو (محطة مترو أنفاق مدريد)
كونسيرفاتوريو (بالإسبانية: Conservatorio)‏ هي محطة مترو أنفاق في مدريد في إسبانيا، تقع على الخط رقم 12.